# Молочай Міля
Молочай Міля, терновий вінець (Euphorbia milii) — рослина роду молочай (Euphorbia). Один з 2000 видів молочаїв, що вирощується як декоративна рослина.

## Будова
Рослина виростає до 3 метрів заввишки. Гілки цього куща зберігають воду. Щоб захиститися від тварин використовує отруйний сік і шипи на гілках. Листя овальне. Квіти мають дві яскравих пелюстки.

## Поширення та середовище існування
Походить з Мадагаскару. Розповсюджений людиною скрізь у тропіках.

## Практичне застосування
Широковідома невибаглива декоративна рослина. Вирощують у тропіках у садах.